# Вассоевич, Николай Брониславович
Никола́й Бронисла́вович Вассое́вич (30 марта 1902, Ростов-на-Дону — 24 ноября 1981, Москва) — советский геолог, член-корреспондент АН СССР (1970), доктор геолого-минералогических наук (1945), профессор (1947).

## Биография
Родился 17 (30) марта 1902 года в городе Ростов-на-Дону в семье служащего.
Окончил реальное училище во Владикавказе, в 1918 г. поступил в Первый владикавказский советский политехнический институт.
В 1922 году перевелся на 3-й курс Ленинградского горного института, который окончил в 1924 году по специальности горный инженер.
В 1928—1933 и 1940—1963 годах работал в нефтяной секции Геологического комитета, вскоре преобразованной в Нефтяной геологоразведочный институт.
В 1933—1935 годах работал в Тбилиси заведующим бюро полевых разведок треста «Грузнефть».
Старший геолог «Азнефтьразведка» в Баку (1935—1937), заведующий лабораторией стратиграфии и литологии АзНИИ (1937—1939).
В 1939—1940 годах — старший научный сотрудник Арктического института в Ленинграде.
С 1940 года — начальник партии, экспедиции ВНИГРИ. В годы Великой Отечественной войны проводил исследования в Чкаловской и Куйбышевской областях, а также в Фергане.
Доктор геолого-минералогических наук (1945), профессор (1947).
С 1950 года заведовал отделом генезиса нефти Ленинградского НГРИ. Его интересовали взгляды разных учёных на проблему происхождения нефти.
В 1956—1960 годах — руководитель тематических работ по генезису нефти в Сахалинском отделении ВНИГРИ, и начальник отдела проблемных исследований ВНИГРИ (1960—1963).
Основные научные результаты были связаны с литологией осадочных пород, в частности, с классическими исследованиями флиша; последующих лет — с разработкой осадочно-миграционной («органической») теории происхождения нефти.
С 1963 года заведовал кафедрой геологии и геохимии горючих ископаемых геологического факультета МГУ. Читал курсы «Теоретические основы учения о генезисе нефти и газа», «Литология», «Нефтегенерирующие толщи», «Логика научного познания».
В 1970 году был избран членом-корреспондентом АН СССР.
Скончался 24 ноября 1981 года в Москве, похоронен на Донском кладбище.

## Награды и премии
- 1952 — Орден «Знак Почёта»
- 1972 — Орден Ленина
- 1975 — Орден Трудового Красного Знамени
- 1977 — Премия имени И. М. Губкина АН СССР[5].
- медали

## Память
- Его именем были названы несколько представителей ископаемой фауны[какие?].